# 沙燕属
沙燕屬是雀形目燕科下的一個屬。本屬物種除崖沙燕幾乎分佈於全世界（除南極大陸）之外，其他物種均為舊大陸之物種，目前下屬6個物種。

## 命名歷史
本屬物種為英國自然學家托馬斯·伊格內修斯·瑪麗亞·福斯特於1817年描述。其模式種由單型及重名的關係指定為，現今為崖沙燕之異名。其屬名來自於崖沙燕的種小名，該詞來自拉丁語的，意指「在岸邊築巢的」。

## 下屬物種
本屬包含以下物種：
- 非洲褐喉沙燕 Riparia paludicola (Vieillot, 1817)
- 马岛褐喉沙燕 Riparia cowani (Sharpe, 1882)
- 灰喉沙燕 Riparia chinensis (Gray, JE, 1830)
- 刚果沙燕 Riparia congica (Reichenow, 1888)
- 崖沙燕 Riparia riparia (Linnaeus, 1758)
- 淡色沙燕 Riparia diluta (Sharpe & Wyatt, 1893)

## 外部連結
- 维基共享资源上的相關多媒體資源：沙燕属
- 維基物種上的相關：沙燕属